# Ламот, Луи
Луи́ Ламо́т (фр. Louis Lamothe; 23 апреля 1822 года, Лион — 15 декабря 1869 года, Париж) — французский художник, ученик Энгра и Фландрена. Преподаватель в Школе изящных искусств в Париже,
обучавший Эдгара Дега, Джеймса Тиссо, Жюля-Эли Делоне, Анри Лёроля и Анри Реньо.

## Творчество
- Участие во внутренней отделке парижской церкви Св. Венсана де Поля, исполнение фигур Св. Христофора и Св. Пелагеи (1855).
- Картина «Зарождение рисунка» (L’Invention du dessin, Парижский салон 1865 года, ныне в музее Энгра, Монтобан). Описание: чтобы сохранить образ любимого, юная гречанка из Сикиона рисует контуры его тени, падающей на скалистую поверхность[4].
- Автопортрет (Лионский музей изобразительных искусств).

## Критика
Историк искусства Джин Сазерленд-Боггс характеризует Ламота как одного из живописцев «благочестивой христианской традиции», сравнивая «правильные», с точки зрения буржуазной морали, в чём-то даже «ханжеские» портреты художника с работами Фландрена.